# Német Délnyugat-Afrika
Német Délnyugat-Afrika (németül: Deutsch-Südwestafrika, röviden DSWA) a mai Namíbia területén 1884 és 1915 között fennálló német gyarmat volt. A gyarmat területe 835 100 km² volt, lakosságának száma 200 000 fő körül mozgott, ebből 1914-ben körülbelül tizenötezer volt fehér (többségük német), a lakosság többi részét az őslakos herero-, nama- és ovambo törzsek alkották.
A gyarmat megalapítása Adolf Lüderitz brémai kereskedő nevéhez köthető, aki 1882-ben megvette az Angra Pequena nevű földdarabot egy helyi törzsfőtől és megalapította a mai Lüderitz városát, majd a Német Birodalom fennhatósága alá rendelte a területet 1884-ben. Ezt követően Lüderitz, majd az ő halála után a megalakuló Német Gyarmati Társaság Délnyugat-Afrikáért nevű szervezet további területekkel növelte az 1890-ben koronagyarmattá váló Német Délnyugat-Afrika határait, melyeket a portugálokkal, majd a britekkel kötött szerződések rögzítettek véglegesen. A gyarmat gazdasági fejlődése eleinte magánbefektetők révén indult be, majd a későbbiekben erőteljes állami támogatás mellett lezajlott a helyi mezőgazdaság kiépítése, majd a térség ásványkincsekben (féldrágakövek, gyémánt, arany, egyéb nemes-és színesfémek) gazdag területeinek felfedezését követően a bányászat és vele együtt a vasút fejlődése is megindult. A német gyarmat azonban a gazdasági fellendülés mellett komoly belső gondokkal küszködött, mely az őslakos törzsek és a német kormányzat ellentéteiből fakadt. A németek eleinte hasznot húztak a helyi törzsek ellentéteiből, azonban az őslakosok jogait sértő új törvények, a telepesek-és a keresztény hittérítők térhódításai a namákat, majd a hererókat is fegyveres harcra ösztönözte, melyet csak jelentős anyaországi haderő bevetésével és az őslakosok megtizedelésével tudtak leverni.
Az első világháború kitörését követően a német gyarmat hamarosan hadszíntérré vált, és a helyi gyarmati véderő (Schutztruppe) nem vehette fel a versenyt a jól ellátott és létszámfölényben lévő dél-afrikai csapatokkal, akik elől visszavonulásra kényszerült. A német gyarmati csapatok 1915. július 9-én tették le a fegyvert feltétel nélkül Khorab mellett, melyet követően az egész térség a Dél-Afrikai Unió katonai megszállása alá került és a gyarmat megszűnt létezni. Az első világháborút lezáró békeszerződéseket követően a területet a Dél-afrikai Unió kapta meg mandátum területként a Népszövetségtől.

## Az első gyarmatosítók
Az első európaiak, akik kapcsolatot teremtettek a terület lakosságával Diogo Cão és Martin Behaim vezetésével tengerészek és kereskedők voltak 1486 januárjában. Nem sokkal később a híres portugál hajós és felfedező, Bartolomeu Dias az Indiába való tengeri út keresése közben szintén elhaladt a terület partjai előtt, a mai Namíbia tengerpartját elsőként a német Heinrich Hammer térképén, az Insularium Illustratumon ábrázolták 1496-ban.
A következő évszázadokban létrejöttek az első európai telepek a térségben, ezek azonban kicsik és kezdetlegesek maradtak. A Londoni Hittérítő Társaság (London Missionary Society) 1805 februárjában alapított egy kicsiny missziót Blydeverwachtban, de az erőfeszítéseiket kevés siker koronázta. 1840-ben aztán minden tevékenységüket átadták a Rajnai Hittérítő Társaságnak (Rheinische Missionsgesellschaft). Ezen társulat első képviselői Franz Heinrich Kleinschmidt és Carl Hugo Hahn volt, akik 1842 októberében és decemberében érkeztek meg. A rajnai hittérítők szerte az országban templomokat alapítottak, kezdetben a kultúra terjesztésében, majd később a politikai életben játszottak fontos szerepet. Velük egy időben a kereskedők és földművesek is megérkeztek, akik lerakatokat és birtokokat létesítettek szerte az országban.

## A német gyarmat története

### A német gyarmat megszervezése és fejlődése

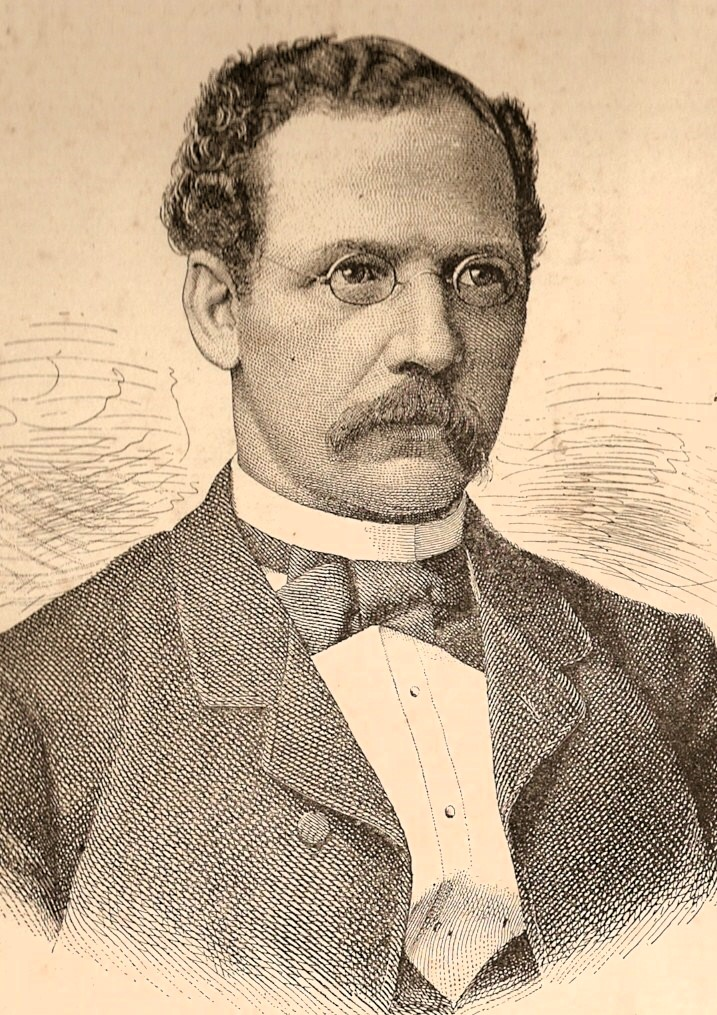
Franz Adolf Lüderitz

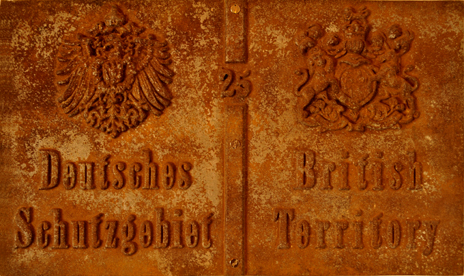
Határjelző: Német Protektorátus - Brit terület

Franz Adolf Eduard Lüderitz, brémai kereskedő azzal a kéréssel fordult Bismarck kancellárhoz 1882. november 12-én, hogy a jövőben megépítendő dél-afrikai telephelyének garantálja a biztonságát. Miután ezt megkapta, az alkalmazottja, Heinrich Vogelsang megvásárolta az Angra Pequena nevű földdarabot egy helyi törzsfőnöktől, ahol aztán megalapították Lüderitz városát. Lüderitz, hogy a brit beavatkozást elkerülje, a Német Birodalom fennhatósága alá rendelte a területet 1884. április 24-én. A helyzet tisztázása érdekében a Német Császári Haditengerészet cirkálója, a Nautilus 1884 elején érkezett meg. A kedvező jelentés és a britek hallgatólagos beleegyezésével újabb hajók látogattak el Délnyugat-Afrikába, a Leipzig és az Elisabeth. 1884. augusztus 7-én a német zászló végérvényesen megjelent Afrika ezen szegletében. A német igényeket a Berlini konferencia ideje alatt erősítették meg, és az újonnan kinevezett Nyugat-Afrikai biztos, Gustav Nachtigal ugyanezen év októberében a Möwe fedélzetén megérkezett.
A Német Gyarmati Társaság Délnyugat-Afrikáért (Deutsche Kolonialgesellschaft für Südwest-Afrika röviden DKGSWA) elnevezésű szervezetet 1885 áprilisában hozták létre német bankárok, iparmágnások és politikusok támogatásával, mely hamarosan felvásárolta Lüderitz hanyatló vállalkozásait.
Nem sokkal ezután Lüderitz belefulladt az Oranje folyóba egy 1886-os expedíciója során. Halálát követően a Társaság megvásárolta Lüderitz minden föld- és bányajogát, melyekkel a Bismarck által kijelölt politikát folytatták, azaz a közpénzek helyett a magántőkét részesítették előnyben a gyarmatok fejlesztése érdekében. Ugyanezen év májusában az uralkodó nevében a terület élére Heinrich Ernst Göringet nevezték ki mint Birodalmi Főmegbízott, aki Otjimbingweban felállította a közigazgatást. Ekkor, 1887. április 17-én fogadták el azt a törvényt, amely más-más jogokat biztosított az európaiaknak és a bennszülött lakosságnak.
Ennek hatására az elkövetkező néhány évben fokozatosan romlott a viszony a gyarmatosítók és a bennszülöttek között, mely helyzetet tovább bonyolította a walvis bayi brit telepesek, valamint a sok, apró földbirtokkal rendelkező telepes és a hittérítők jelenléte. A szerződések, megállapodások és viták bonyolult hálózata azt eredményezte, hogy folyamatosan nőtt az elégedetlenség ebben a térségben. Mindezek hatására 1888-ban Otjimbingweba megérkezett az első Schutztruppe (gyarmati  Véderő) osztag, amely 2 tisztből, 5 altisztből és 20 fekete katonából állt.
Az év végére a német megbízott a sikertelen tárgyalások ellenére kikényszerítette, hogy Walvis Bay őslakosai elhagyják a földjeiket. A Délnyugat-Afrikai Társaság az 1890-es évekre közel került a csődhöz, ezért Bismarckhoz fordultak segítségért és csapatokért is. A területet 1890-ben Koronagyarmattá nyilvánították, és kisegítő csapatok is érkeztek. Még ugyanebben az évben a Helgoland–Zanzibár-egyezmény értelmében a gyarmat területét a Caprivi-sávval sikerült növelni, amely ígéretes kereskedelmi útvonalnak tűnt.

### Belső konfliktusok, majd átmeneti békeidőszak

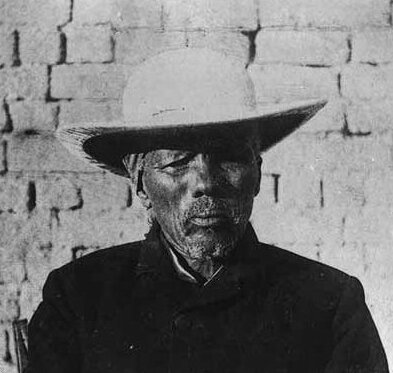
Hendrik Witbooi nama törzsfő

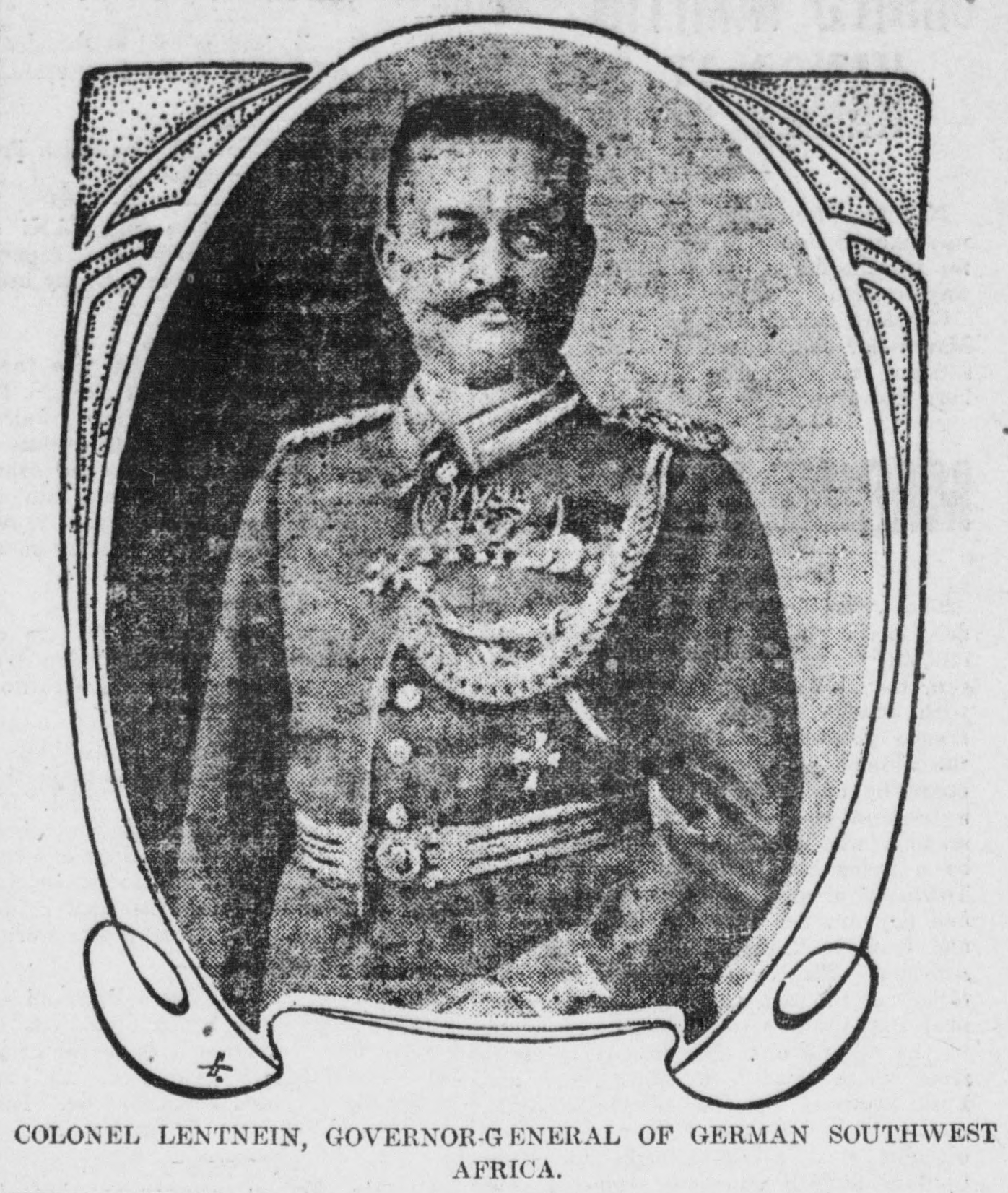
Theodor von Leutwein német őrnagy, 1894-től a német gyarmat tartományfőnöke, majd 1898-1905 között kormányzó

Az 1880-as évek végére a gyarmat területén folyó törzsi vetélkedések – melyeket eleinte a németek igyekeztek kihasználni – már komolyabb veszélyt jelentettek a gyarmatosító hatalom számára. A herero törzsek és vezetőjük, Samuel Mahahero 1885-ben elfogadták a németek védelmi szerződését abban a tudatban, hogy ezzel értékes támogatót szerezhetnek a búr telepesek és az angol nyomásra bevándorolt (részint keresztény) nama és orlam törzsek területi törekvéseivel szemben. Azonban Mahahero csakhamar csalódott német szövetségeseiben, a namák átfogó támadásai ellen a németek nem tudták megvédeni őket, ezért előbb 1888-ban Mahahero felmondta a németekkel kötött szerződést, majd az anyaországból Curt von François parancsnoksága alatt a gyarmatra megérkező német csapategységek hatására végül 1890-ben visszakozott, mivel csak a németek segítségével volt képes biztosítani a herero törzsek fölötti abszolút hatalmát, melyet a háborús tapasztalatokkal és európai lőfegyverekkel rendelkező namák és azok vezetője, Hendrik Witbooi veszélyeztettek. 1893-ra jelentős katonai erősítés érkezett az anyaországból, von François pedig 1891-től a helyi katonai parancsnoki és a gyarmat tartományfőnökének tisztségét is betöltötte, ezzel az ő kezében összpontosult mind a politikai, mind a katonai hatalom. Az új vezető irányításával Windhoekot elhagyva 1893. április 12-én német katonák támadást intéztek a Witbooi által megerősített Hornkranz ellen. A hornkranzi csatában François erői vereséget mértek Witbooi embereire. A németek vesztesége csekélynek mondható volt, míg a namák veszteségei százötven főre tehetőek. Nagy többségük a városba menekített nő és gyermek volt. A vereség ellenére Witbooi embereinek nagy részével sikeresen visszavonult a Naukluft-hegységbe, ahová a németek nehezen követhették.
A német erők győztesként tértek vissza Windhoekbe, azonban kezdeti örömük rövid életűnek bizonyult. A nama vezér gerillaháborút kezdett a németek ellen, augusztusban elfoglalt és megsemmisített egy német tehervonatot, embereivel postaállomásokat támadott meg. Jelentős számú lovat zsákmányolt, megnehezítve, hogy a német csapatok hatékonyan üldözőbe vegyék őket. A nyár folyamán a németek újabb csapaterősítéseket kaptak az anyaországból, melynek megérkezését követően François újra megkísérelte megsemmisíteni a lázadó namákat. Terve az volt, hogy üldözni kezdi Witbooi embereit, elszigeteli az ellenállásukat, majd nyílt csatára kényszeríti és megsemmisíti őket. A namák azonban mindannyiszor elkerülték a németek kelepcéit és többször megtámadták azok utóvédjeit. Egyedül 1894. február 1-2-án, az Onab-völgy mellett sikerült csatát kikényszerítenie a német parancsnoknak, ahol a tüzérséggel is támogatott német csapatok heves harcot vívtak a védekező namákkal. Végül azoknak ismét sikerült kitörniük a támadók gyűrűjéből és elmenekülniük a hegyekbe.

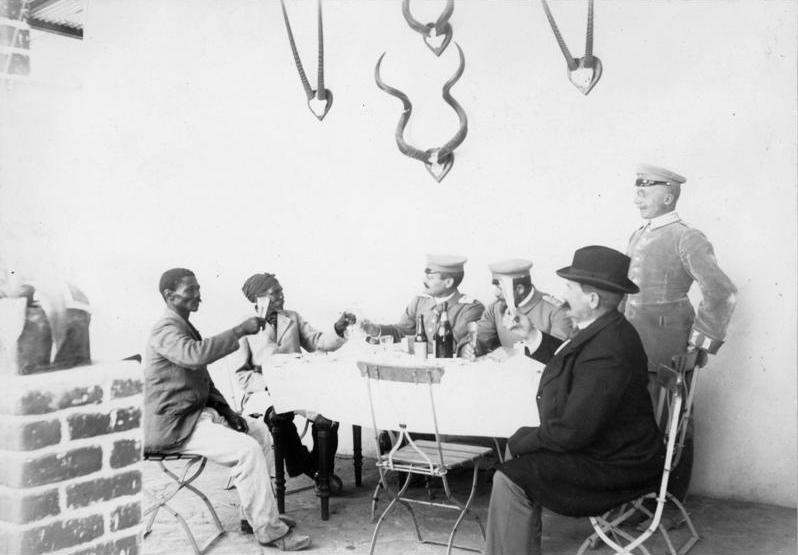
Theodor von Leutwein (balról a harmadik) a nama vezető, Hendrik Witbooival (balról a második) egy asztaltársaságban 1896-ban

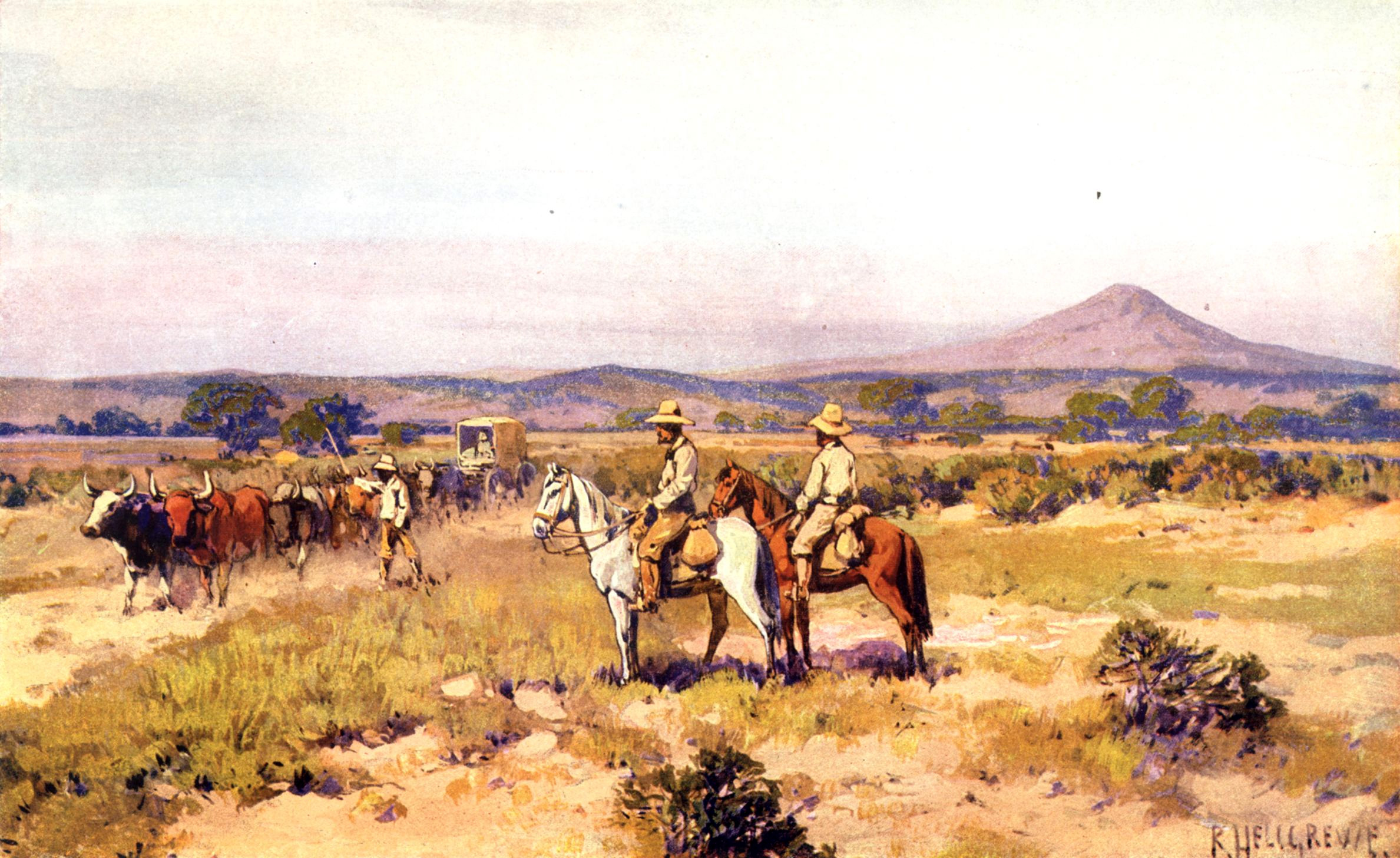
Délnyugat-afrikai látkép német telepesekkel

A költséges, elhúzódó harcokat látva a német kormány hamarosan menesztette von Françoist a tartományfőnöki pozícióból, helyére 1894 februárjában érkezett meg Berlinből Theodor von Leutwein őrnagy. Leutwein – elődjétől eltérően – a fennálló állapotokat elsősorban tárgyalások és szerződéskötések útján igyekezett rendezni. Megérkezését követően tárgyalásokba kezdett a szomszédos törzsekkel és igyekezett megnyerni a támogatásukat. A császár nevében elismerte a helyi törzsfők hatalmát, kötelezte őket, hogy országaikban „rendet és nyugalmat” tartsanak fenn, melyért cserébe éves nyugdíjat biztosítanak a számukra. Ugyanekkor megpróbált tárgyalást kezdeményezni magával Witbooival is, akivel májusban egy július végéig tartó fegyverszünetről állapodott meg. A namák vezetőjével személyes levelezést is fenntartott, abban a reményben, hogy ráveheti a megadásra. A keresztény nama vezető azonban tanult ellenfélnek bizonyult, képes volt függetlenségi törekvését retorikai fordulatokkal és államelméleti ismereteivel alátámasztani, így a levelezés hamarosan félbemaradt. A német tartományfőnök elismerte a nama törzsfő törekvéseit, ugyanakkor kijelentette, hogy az „veszélyt jelent a német védhatalom számára”. A sikertelen béketárgyalások ellenére a fegyverszünet során a német gyarmati csapatok száma tovább nőtt, csapatait megerősítve pedig Leutwein készen állt arra, hogy felszámolja a namák ellenállását. Witbooi és követői a német csapatok elől visszavonultak a Naukluft-hegységbe, ahova a németek követték őket lezárva minden, a menekülésre alkalmas hegyi járatot. A Naukloofnál vívott csata augusztus 27-én kezdődött. A durva terepen folyó harcok során mindkét fél igyekezett ellenőrzése alatt tartani a magaslatokat és a vízlelőhelyeket, azonban a menekülésre képtelen, ellátmányhiánnyal küzdő namák szeptember 9-én megadták magukat. A kormányzó a fogoly nama vezetővel sikeresen aláíratta a német védnökségről szóló egyezményt, melynek értelmében a foglyokat hamarosan szabadon engedték, törzsüket nem oszlatták fel és lőfegyvereiket is megtarthatták. Ugyanakkor a német helyőrség egyikének felügyelete alá kerültek (a nama vezető 1904-ig nem is bontotta fel a megállapodást).
A namákkal való fegyveres konfliktust követően néhány helyi szintű összetűzést leszámítva egy tízéves, békés időszak köszöntött a területre. Tartományfőnökként von Leutwein decentralizálta a közigazgatást, három helyi szintű hatalmi központot hozott létre Windhoekben, Otjimbingweban és Keetmanshoopban, ezen felül ebben az időszakban kezdődött meg a német gyarmat mezőgazdaságának és bányaiparának erőteljes fejlődése. Számos féldrágakő-, gyémánt-, arany-, egyéb nemes- és színesfém-lelőhelyet fedeztek fel, melyeket követően felépültek az első bányák. Továbbá fellendült a helyi út- és vasúthálózat kiépítése is. Utóbbit a kormányzó maga is erőteljesen támogatta, véleménye szerint a katonai erő helyett a fejlett vasútvonalak építésével mutatható meg a német hatalom erőssége. 1897-ben döntés született az Állami Vasút (Deutsche Kolonial Eisenbahn Bau und Betriebs Gesellschaft) megépítéséről, mely a swakopmundi kikötő és a közigazgatási központként funkcionáló Windhoek városa között húzódott volna. A 383 km-es vonal 1902 nyarára készült el, melyet a későbbiekben egy második vonal is követett. 1903-tól az Otavi Bánya- és Vasúttársaság is új vasútvonal építésébe kezdett, ennek fővonala Swakopmundból a századforduló után megnyíló tsumebi bányákig vezetett. 1899. április 13-án átadták az első távíróvonalat, és 1901-ben megépült az első helyi telefonhálózat Swakopmundban.

### Lázadás a német uralom ellen és a megtorlás
Az első hottentotta felkelés a német gyarmati rendszer ellen 1893 és 1894 folyamán zajlott le. Ennek vezetője a mára legendássá lett Hendrik Witbooi volt. Az ezt követő években folyamatosan kisebb-nagyobb lázadások, felkelések robbantak ki. Ezek közül a legjelentősebb az 1904 folyamán lezajlott herero háború (más néven a herero genocídium) volt.
Az első lövések január 12-én dördültek el, és a támadások célpontjai elsősorban a távoli farmok voltak, ahol mintegy 150 fehér telepest öltek meg. A német Schutztruppe egységei és a kisegítő csapatok kezdetben nem tudtak sok mindent tenni. Amikor a hererók átmentek támadásba, többször is bekerítették Windhoeket és Okahandját, valamint elpusztították az osanai vasúti hidat is. A lázadás leverésére 14 000 fős hadsereget küldtek Németországból Lothar von Trotha altábornagy parancsnoksága alatt. Ezután már könnyedén legyőzték a lázadókat a waterbergi csatában.
Az ütközet előtt von Trotha ultimátumot küldött a lázadóknak, amelyben felszólította őket a német terület elhagyására, ellenkező esetben meg fognak halni. Erre válaszul a hererók a Kalahári-sivatag víztelen nyugati ágába, az Omaheke területre vonultak vissza, ahol nagyon sokan szomjan haltak. A németek minden víznyerő helyet őrizték és parancsba kapták, hogy lőjenek le minden hererót, akit csak meglátnak. Végül csak néhány lázadónak sikerült a szomszédos brit területeket elérnie.

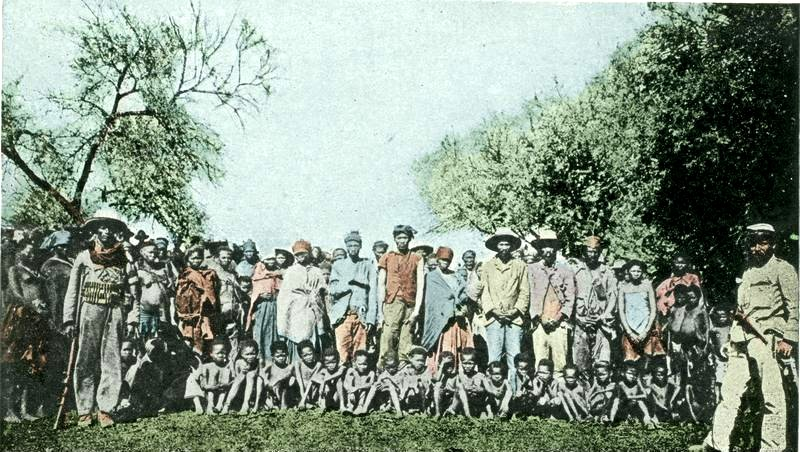
Herero hadifoglyok

1904 őszén aztán a Nama törzs ismételten felkelt a németek ellen. A vezető ismét Hendrik Witbooi, valamint Jakobus Morenga, akit a német sajtó csak „a fekete Napóleon” (németül der schwarze Napoleon) névvel illetett, míg az angol sajtóban előszeretettel hívták „fekete de Wetnek”. Ezt a lázadást végül 1907 végére, 1908 elejére sikerült leverniük a fehéreknek.
A lázadások alatt 1749 német, valamint 25 000 és 100 000 közötti herero és 10 000 nama halt meg hozzávetőlegesen.

### Az I. világháború Délnyugat-Afrikában (1914-1915)

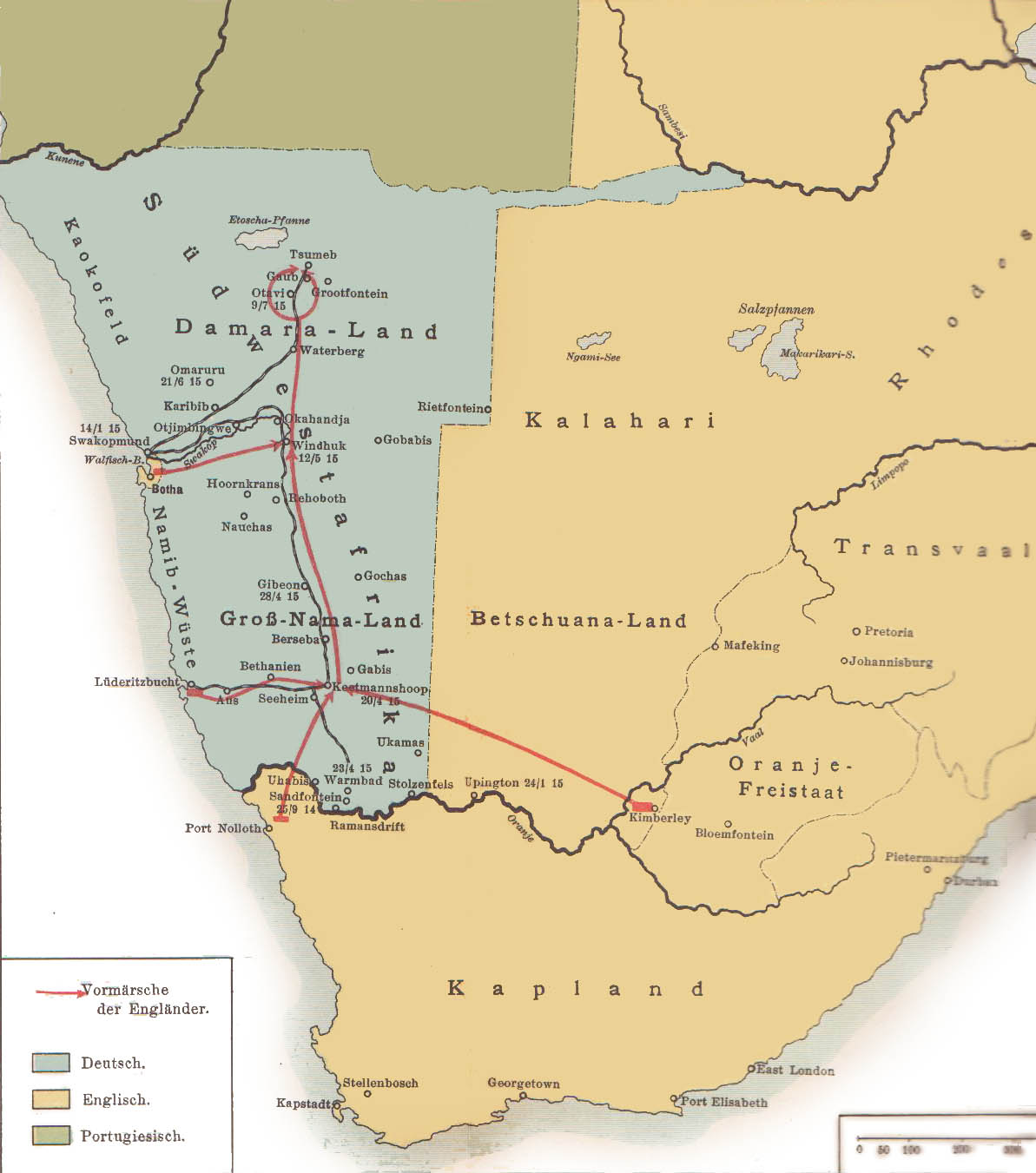
Térkép a délnyugat-afrikai hadműveletekről

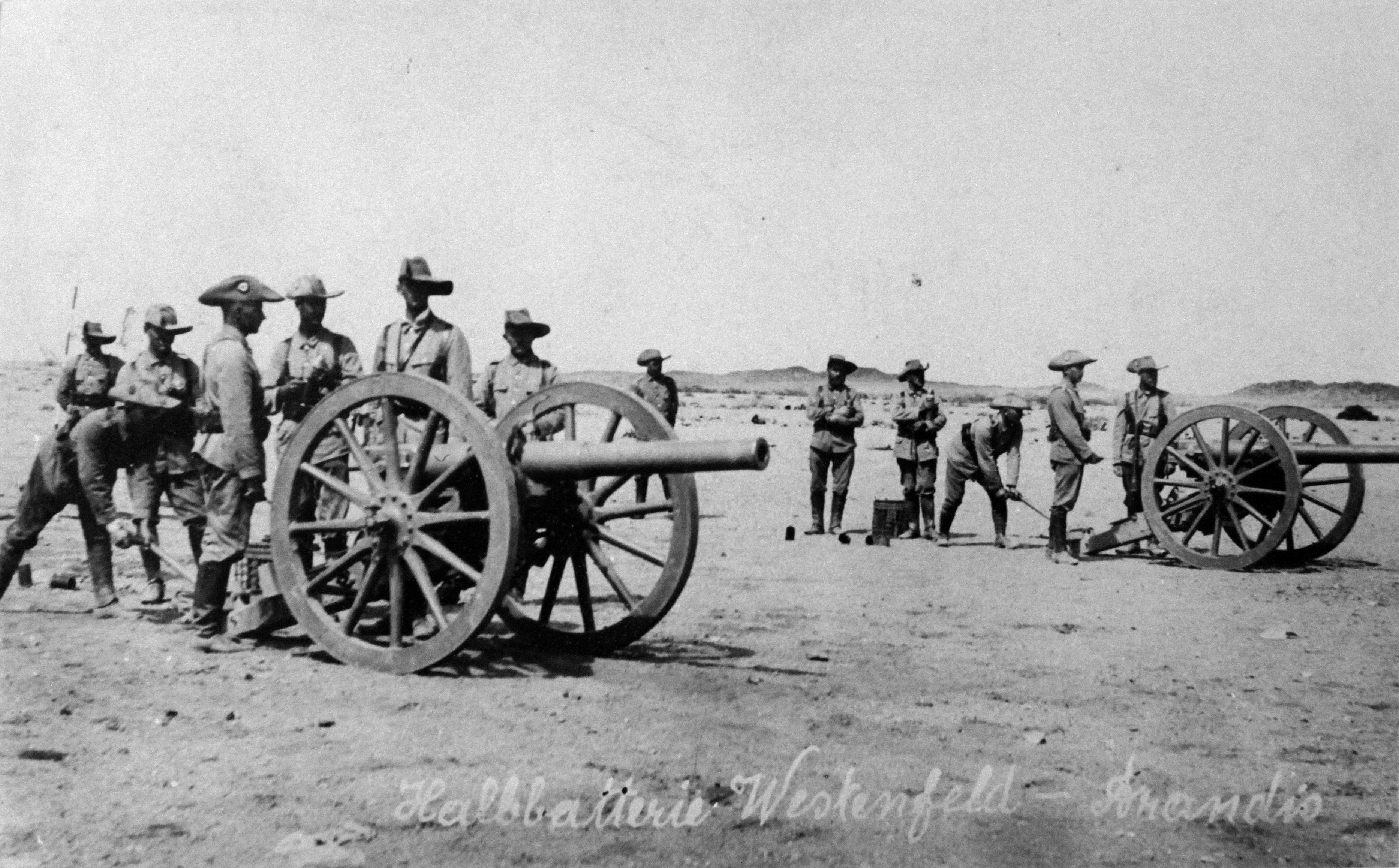
Német katonák Délnyugat-Afrikában

Az első világháború 1914-es kitörését követően hamar megkezdődtek a harcok a német gyarmatokon is, melyek a britekkel szövetséges Dél-afrikai Unió 1914. augusztus 23-i hadba lépését követően Német Délnyugat-Afrikában is megindultak. Az első világháború nyílt csatározásai a térségben 1914. szeptember 13-án vették kezdetüket, miután dél-afrikai egységek intéztek támadást Ramansdrift rendőrállomása ellen. A támadásban több német telepest is foglyul ejtettek, akiket egy Pretoria melletti fogolytáborba, onnan pedig Pietermaritzburgba szállították. Szeptember 14-én dél-afrikai hadihajók tüzet nyitottak Swakopmund kikötőjére az ottani rádióállomás elhallgattatásának céljából. Ezt a hadihajók még háromszor, 23-án, 24-én és 30-án is megismételték, azonban kevés eredményt értek el. Szeptember 19-én dél-afrikai csapatok szálltak partja az ország déli részének fekvő Lüderitz kikötővárosában. A várost a támadók sikeresen elfoglalták és ezzel létrehozták a később esedékes invázió kiindulópontját. Északkeleten szeptember 21-és 23. között dél-afrikai-és észak-rodéziai erők sikeresen ellenőrzésük alá vonják az ún. Caprivi-sávot, egy nappal később azonban a német gyarmati katonaság egységei foglalták el Walvis Bay dél-afrikai enklávéját. 1914. szeptember 26-án csatára került sor a dél-afrikai erők és a Joachim von Heydebreck vezette, 1800 főt számláló német alakulat között a Raman's Drifttől kb. 35 km-re levő Sandfontein mellett. A németek csapdába csalták az oázisnál itató katonákat, majd heves géppuska-és ágyútűzzel tizedelték őket. Heves tűzharcot követően a kimerült dél-afrikai katonák parancsnokukkal, Grant alezredessel együtt megadták magukat.
Az antant hadműveletében ezt követően azonban szünet állt be, mivel a Dél-afrikai Unió területén kitört az ún. búr felkelés vagy Maritz-lázadás. Ezt a területen élő búrok robbantották ki az angolbarát kormány ellen és ebben tevékenyen részt vettek a német Schutztruppe csapatai a helyi lázadókkal az oldalukon. A felkelők kikiáltották a németbarát Dél-afrikai Köztársaságot, azonban a katonaság nagy része a kormány mellé állt és a felkelés a következő év elejére teljesen elbukott. A belső lázadás leverése lehetővé tette a dél-afrikai hadvezetés számára, hogy 1914-15 fordulóján folytassa támadó hadműveleteit. A csapatok élére az ország miniszterelnöke, Louis Botha állt, aki december végére visszafoglalta a szeptemberben elvesztett Walvis Bayt, majd 1915. január 15-én elfoglalta Swakopmund kikötőjét is. Februárban német csapatok törtek be Dél-Afrika területére, de a kakamasi csatában vereséget szenvedtek Jacob Louis van Deventer csapataitól. A dél-afrikai erők több irányból támadva fokozatosan nyomultak előre a tavasz folyamán, április 21-én elfoglalták Bersebát és április 26-án újabb vereséget mértek a német csapatokra Trekkopjes mellett. Május 12-én a támadók bevonultak a németek által már korábban kiürített fővárosba, Windhoekbe.
A hadjárat utolsó nagy ütközetére Otavifontein mellett került sor, ahol 800-1000 német állt szemben a túlerőben lévő dél-afrikai csapatokkal. Az eredmény nem lehetett kétséges, a németek döntő vereséget szenvedtek és a katonák az ország északi területeire szorultak. A halogató harci taktikát alkalmazó, ellátmány-és vízhiánnyal küzdő németek utolsó parancsnoka, Victor Franke csapataival végül 1915. július 9-én tette le a fegyvert Khorab mellett. A hadjárat végeredményképpen a győztesek kb. 5000 foglyot ejtettek és 59 löveget zsákmányoltak. A foglyokat számukra felállított fogolytáborokba szállították, az elfogott német tisztek többségét Okawayóba internálták.

### A gyarmat megszűnése, a német uralom öröksége
A gyarmat a dél-afrikai Unió erői által végrehajtott katonai megszállás, és a Schutztruppe maradékának megadását követően gyakorlatilag megszűnt létezni. A hadifoglyokat internálótáborokba vitték, de hamarosan mind őket, mind a korábban internált katonákat-és civileket is szabadon engedték, akik visszatérhettek farmjaikra és városaikba. Az afrikai-és ázsiai német gyarmatok megszűnése hivatalosan az 1919-ben megkötött versailles-i békeszerződés aláírását követően valósult meg, és azokat, mint a megalakuló Népszövetség mandátumterületeit az adott területeket katonai megszállását fenntartó hatalmaknak juttatta. A volt délnyugat-afrikai német gyarmat a Dél-afrikai Unió igazgatása alá került.

## Államszervezet és közigazgatás
A gyarmat első tényleges vezetője Heinrich Ernst Göring volt, aki az uralkodó, I. Vilmos német császár megbízásából mint birodalmi megbízott került a gyarmat élére. Az ő vezetésével állt fel a közigazgatás, melynek központja kezdetben Otjimbingwe volt és csak 3 tisztviselő képviselte az anyaországot. Ez a létszám hamarosan kevés lett, valamint a székhely is átköltözött Windhoek-be 1891 decemberében. A területet 6 körzetre osztották fel:
- Keetmannshoop
- Windhoek
- Otyimbingwe
- Gibeon
- Swakopmund
- Outyo

Ezek a helyi rendőrhatóság ellenőrzése alatt voltak, míg a bányahatóság Windhoekben székelt. A rendőri szervek elhelyezkedése az alábbi volt:
- Tiszttel rendelkező állomáshelyek: Grootfontein (Damara-földön), Franzfontein, Outyo, Omaruru, Okahandya, Swakopmund, Otyimbingwe, Windhoek, (Iobabis, Gibeon, Keetmannshoop) településeken voltak találhatóak.[22]
- (Csak) altiszttel rendelkező állomáshelyek Otavifontein, Cap Cross, Okombahe, Gr. Barmen, Haigamkhab, Ururas, Rehoboth, Grootfontein im Namalande, Koes, Lüderitzbucht, Uhabis, Warmbad, Ukamas, Mariental, Khabus, Haaseuer településeken voltak.[22]

1890-ben, miután a terület hivatalosan is a Német Birodalom koronagyarmatává vált Német Délnyugat-Afrika vezetésére hivatalos tartományfőnököket neveztek ki. Az első ilyen vezető Louis Nels volt, majd őt követte Curt von François, akinek a nevéhez Windhoek és Swakopmund városainak megalapítása köthető, továbbá ő építette a gyarmati katonaság főhadiszállásának számító Alte Festeben (Öreg Erdő) erődítményét Windhoekben. Ugyanezen években került sor a helyi igazságszolgáltatás felállítására, 1891-ben megérkezett az első bíró is a gyarmatra, majd 1895-ben a német büntetőjog is életbe lépett.
Theodor Leutwein 1894-ben kapta meg a megbízatását, melyet 1898-tól kormányzóként töltött be. A politikai célja a gyarmati rendszer kiépítése és fenntartása volt békés módszerekkel, a felesleges véráldozatokat elkerülve. Ezt három dologgal akarta elérni: tárgyalások a törzsfőkkel, türelem és látszólagos engedékenység. A kormányzónak eleinte sikerült megszüntetnie a már a német kormányzatnak sem előnyös törzsi villongásokat, a namák legfontosabb vezetőjével, Hendrik Witbooival személyesen is levelezett. A gyarmati vezetés a herero-és nama törzsfőknek éves nyugdíjt folyósított, továbbá "német védnökség" mellett önállóan létezhettek. Leutwein másik intézkedése a decentralizáció volt, mellyel a gyarmat irányítását kívánta megkönnyíteni. Három regionális központot hozott létre az adminisztrációnak Windhoekben, Otjimbingweban és Keetmanshoopban. Ez a fajta politizálás 1902-03 körül azonban végleg megbukott, a kormányzat pedig kénytelen volt az anyaországból kérni német csapatokat, melyek véres eszközökkel verték le a törzsi felkeléseket, megtizedelve az őslakos namákat és hererókat.
A gyarmat vezetése kezdetektől fogva eltérő jogokat biztosított a fehér telepesek és a bennszülött őslakos feketék számára, melynek szellemében az első írásos törvényt 1886-ban hirdették ki, mely kimondta, hogy a feketéket és a fehéreket eltérő jogok illetik meg. 1905-ben életbe lépett a Kevert Házassági Törvény. Ez kimondta, hogy a fehérek ezentúl nem vehetnek feleségül fekete nőt, illetve az a német, akinek már fekete volt a felesége, elveszti az állampolgári jogait. Ezzel egy időben a római katolikus egyház is kihirdette, hogy a „feketék és fehérek közötti házasságot az egyház nem áldja meg”.
Az 1907-es Munkatörvény elfeledkezett a fekete munkásokról, akiknek elvették a földjeiket és teheneiket. Ezen felül minden munkásnak kellett rendelkeznie egy „passzussal”, ami egy sorszámozott fémlap és a munkakönyv (Dienstbuch) volt, valamint újra letelepítették őket a munkavégzés helyén. Ugyanebben az évben került arra is sor, hogy a gyarmati kormányzat kihirdette, hogy nem lehet azon gazdálkodók számára állami tulajdonban lévő gazdaságokat értékesíteni, akik bennszülött nőkkel élnek párkapcsolatban.

### Hadsereg
A hadsereget a Schutztruppe (magyarul Gyarmati Véderő) jelentette, mely elnevezést a gyarmat fegyveres erői egy 1894-es uralkodói rendelet alapján vették föl. Az első katonai egység, ami megérkezett Délnyugat-Afrikába a Truppe des Reichs-Kommissars („A birodalmi megbízott védereje”) volt 1888-ban, Ulrich von Quitzow hadnagy vezetésével, aki mellett az egységet két tiszt, öt altiszt és húsz (a basterek-és a namák közül besorozott) afrikai jelentette. Egy év múlva az első katonai erődöt, Wilhelmsfestest felhúzták Tsaobis mellett.
1890 januárjában a Schutztruppe létszáma elérte az ötven főt, akik Tsaobis, Neu-Heusis és Okahandja településeken állomásoztak. A hadsereg főhadiszállását Windhoekben, az Alte Festeben (Öreg Erdőben) rendezte be Curt von François. Ekkor 32 német katona állomásozott itt. 1891-ben az anyaországból további katonák érkeztek erősítésként, így a délnyugat-afrikai katonai erő 1893-ra összesen 225 főre nőtt (négy tiszt, egy orvos és kétszázhúsz egyéb rangú személy). A Curt von François vezette eredeti helyőrség katonái ezzel egy időben leszerelhettek és letelepedhettek, ugyanakkor mindnyájan tartalékosként behívhatóak maradtak. 1897-re a gyarmati helyőrség létszáma körülbelül hétszáz főre nőtt.
1914-re létszámuk megközelítette az 1500 főt, akiknek nagy része német volt. Ez a sereg 12 századra volt osztva: 9 századnyi lovasított gyalogság (egyik közülük tevékkel fölszerelve) és három tüzérségi üteg, mellyel a legerősebb tüzérség itt összpontosult az afrikai német gyarmatokon. Az ország minden pontján volt állomáshelyük. A tevés járőrök külön említést érdemelnek, később ők lettek az ikonjai a német délnyugat-afrikai Schutztruppeknek. Ezeken az egységeken felül az első világháború kitörésekor jelentős számú német telepes is csatlakozott a német erőkhöz, továbbá a Schutztruppe erejét erősítette a rendőrség kötelékéből hadba álltak és a délnyugat-afrikai búr önkéntesek által felállított Dél-afrikai Szabadcsapat (németül Südafrikanischen Freiwilligen-Korps vagy röviden csak Freikorps, hollandul Vrijkorps) is. A délnyugat-afrikai antant hadjárat során mindkét fél feketék tömegeit használta felderítő-és teherhordó feladatokra.

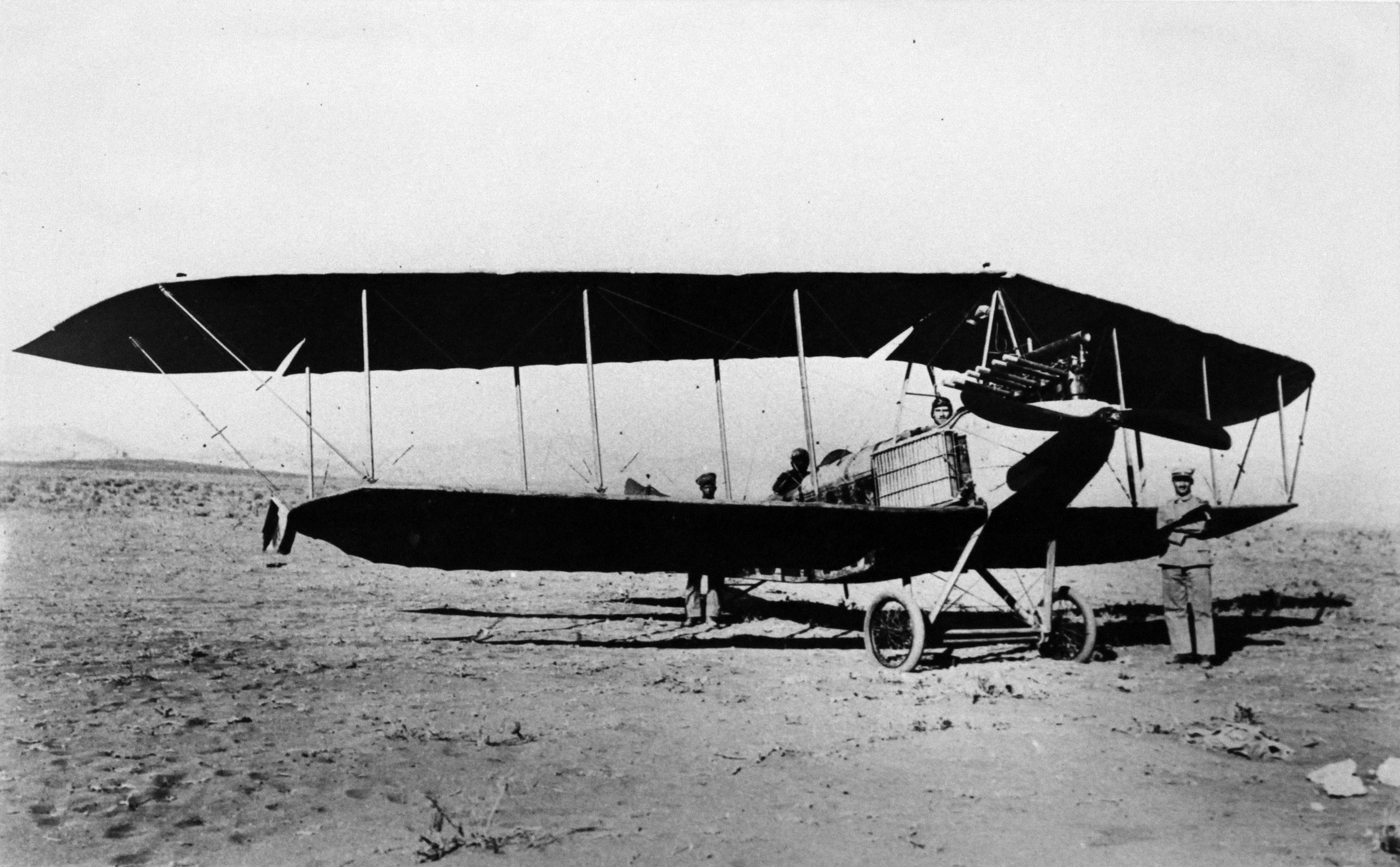
Német repülőgép az első világháborúban

Az első világháború közeledtével egyre szükségesebbé vált, hogy a német gyarmatok is rendelkezzenek bizonyos erősségű légierővel. Ennek magvát egy egyre növekvő taglétszámú repülőklub, a Deutsch-Südwest-afrikanischer Luftfahrerverein  („Délnyugat-afrikai Légierő Egyesület”) alkotta. 1912-ben az egyesület iránymutatásokat dolgozott ki a német gyarmaton való repülés jövőbeli fejlődéséről és ezt hamarosan eljuttatták Német Délnyugat-Afrika akkori kormányzójához, Theodor Seitzhez. Az egyesület által leírtak rávilágítottak arra, hogy a postaszolgálat, üzenetek továbbítása és területfelmérés mellett a repülőgépek roppant előnyösek lehetnének egy esetleges gyarmaton folyó háború esetén. A kormányzó és a helyi Schutztruppe egységek parancsnoka, Joachim von Heydebreck érdeklődőnek bizonyultak az elképzelés iránt, utóbbi a német Gyarmatügyi Minisztériumba küldött memorandumában arra is utalt, hogy a francia gyarmatokon már megindultak az ottani légi közlekedést támogató folyamatok. A kormányzati körök eleinte mutatott elutasító álláspontját követően hamarosan elindulhatott a pilóták kiképzése, repülőterek épültek és 1914 májusában és júniusában megérkeztek a gyarmatra az első repülőgépek. Ezek egy-egy Otto Doppeldecker, Aviatik Doppeldecker és Roland-Taube típusú gépek voltak. A világháború kitörését követően ezek a gépek több felderítő és bombázó bevetést is végrehajtottak az ellenséges csapatok ellen, majd a gyarmat katonai megszállását követően mindhárom repülőgépet saját személyzete semmisítette meg, hogy ne kerüljenek az ellenség birtokába.

### Rendőrség
A Német Délnyugat-Afrikai Rendőrség (Landespolizei) 1905-ben alakult meg, bár az ebben az időszakban zajló lázadások miatt csak 1907-ben kezdhette meg működését, előtte a Schutztruppe egységei látták el a rendőri feladatokat is. A többi német gyarmat rendőri szervezeteivel ellentétben -melyek paramilitáris egységek voltak, fehér tisztek által toborzott fekete önkéntesekkel, akiknek a helyi lázadások leverése volt a célja- a délnyugat-afrikai rendőrség állományának szinte egésze a helyi németekből került ki és kizárólag rendőrségi feladatokra fókuszált. 1907-ben négyszáz taggal indult meg a szervezet működése, ugyanebben az évben megkapták az első gépkocsijukat, ennek ellenére a szokásos szállítóeszközeiket a lovak és a tevék tették ki. Egyenruhájuk eleinte megegyezett a Schutztruppe katonáiéhoz, csak a rendőrség jelzése szolgált megkülönböztetésül, később saját egyenruhát kaptak. 1914-re soraik között összesen hét német tiszt, ötszáz különböző rangú német rendőr és ötven afrikai segítő volt megtalálható. Az első világháború kitörését követően a rendőrség létszáma jelentősen lecsökkent, a testület tagjainak túlnyomórésze csatlakozott a Schutztruppe kötelékéhez és átvette annak a felszerelését.

### Posta és távközlés

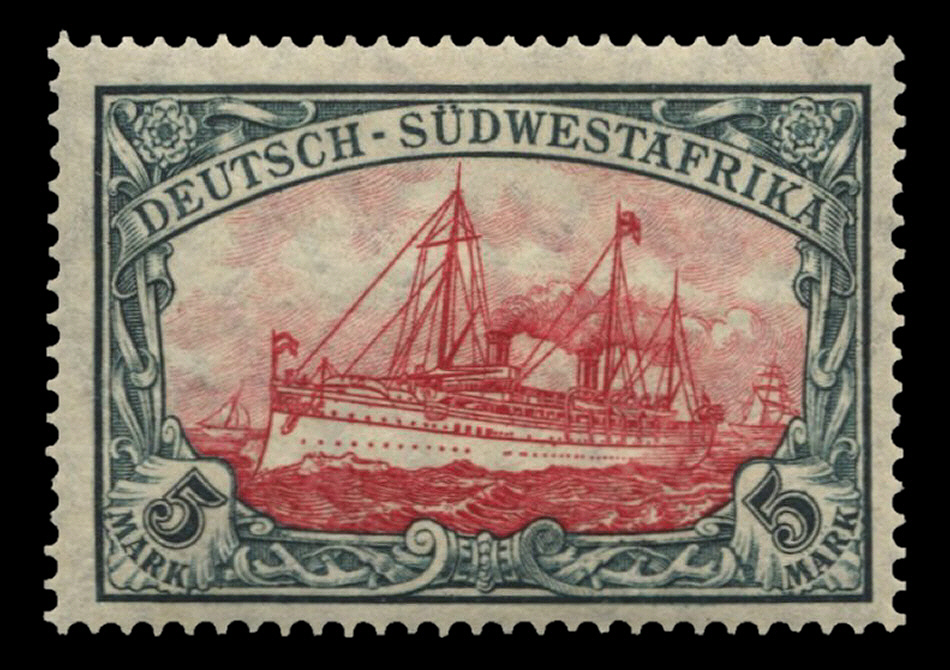
Német ötmárkás postabélyeg

Az első postaállomást 1888-ban, Otjimbingweban alapították, de 1891-ben átköltözött Windhoek-be. A leveleket a DKGSWA hajói szállították Walvis Bay érintésével Fokvárosba, ahonnan azután továbbították a világ minden részére. Ez a kezdeti postajárat kéthavonta közlekedett a német és az angol gyarmat között. 1891-től kezdődően a Woermann Line hajói szállították a postát, közvetlenül Németországba. A gyarmaton belül eleinte teve háton történt a posta kézbesítése a települések között - például az Északi-öböl úton Windhoekből Walvis Bayig általában 12 nap alatt jutott el a küldemény. 1893-tól kezdődően a posta hajók kikötöttek Swakopmundnál is, hogy felvegyék a további küldeményeket.
A posta állomások száma fokozatosan növekedett és 1899-re számuk elérte a 18-at, majd 1903-ra a 34-et, de ezen felül 1899-ben megkezdik a távíró hálózat kiépítését is a városok között. Az első távíróvonalat, ami a gyarmatot összekötötte Németországgal, 1899. április 13-án adták át.
A gyarmaton elsőként Swakopmundban létesült helyi telefonhálózat 1901-ben. Ugyan ebben az évben adták át a fénytávíró vonalat is Windhoek és Keetmanshoop között, majd egy év múlva Karibib és Outjo között is. Az elkövetkező években mind a helyi telefonhálózatok száma, mind a fénytávíró hálózatba bekötött települések száma tovább nő. 1913-ra összesen 28 helyi telefonhálózat épült ki 954 előfizetővel, a telefonvonalak hosszúsága elérte az 1078 kilométert.
Windhoekben 1913-ra fejezték be egy nagy teljesítményű rádióadó és a hozzá tartozó 120 m magas torony építését, ezáltal már el tudták érni a togói német gyarmatot és ezen keresztül Németországot is. Az adó azonban csak 1914-ben kezdte meg működését, majd többször is kénytelen volt költözni a világháború harcai miatt. Miután az Antant elfoglalta Togót, a közvetlen rádiókapcsolat Németországgal szinte lehetetlenné vált. Az adót ezután 1915-ben a dél-afrikai csapatok foglalták el Tsumeb mellett.

## Népesség
Német Délnyugat-Afrika volt az egyetlen olyan német gyarmat, ahol nagyobb számban német bevándorlók telepedtek le. A fő vonzerő a gazdasági lehetőségek mellett (gyémánt- és rézbányászat) mellett a mezőgazdaság jelentette.
Egy 1894. január 1-jén keltezett becslés szerint 15 000 és 20 000 fő közötti nama, 3000 és 4000 fő közötti basters, 70 000 és 80 000 fő közötti ovaherero, 90 000 és 100 000 fő közötti ovambo és 30 000 és 40 000 fő közötti dama és szan bennszülött élt a gyarmaton.
A gyarmat lakossága 1902-ben körülbelül 200 000 fő volt, ebből csak 2595 fő volt német, 1354 búr, 452 fő pedig brit, de 1914-re még 9000 német érkezett az óhazából. Ezzel egy időben körülbelül 80 000 herero, 60 000 ovambo és 10 000 nama bennszülött élt a gyarmaton, utóbbiakat megvetően csak hottentottáknak hívták. Egy 1904-es becslés hasonló számokat mutat, ez a gyarmaton élő hererók számát (alsó hangon) 80 000-re, a namák számát 20 000-re és a damarák számát 30 000-re becsüli, de a hererókkal-és a namákkal vívott harcok és a közöttük végrehajtott népirtás következményeképpen ezek a számok jelentősen lecsökkentek. Az utolsó ellenálló törzsi felkelők leverését követően egy 1911-es összeírás alapján az imént említett herero-, nama-és damara törzsek létszáma leesett 15 130-, 9 781-és 18 613 főre (az összeírás ezen felül 4 858 szanról tesz még említést, Ovambolandban ekkor nem végeztek felmérést).
Az 1913-as esztendőben az országban 14 830 fehér élt. Ennek körülbelül 87%-a, 12 292 fő német nemzetiségű, 11%-a búr, 1%-a brit és 1%-a egyéb nemzetiségű volt. A fehérek nagy többsége a nagyobb városokban, Windhoekben, Swakopmundban és Lüderitzben élt.

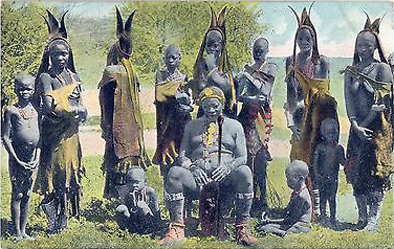
Banjo herero törzsfőnök családjával
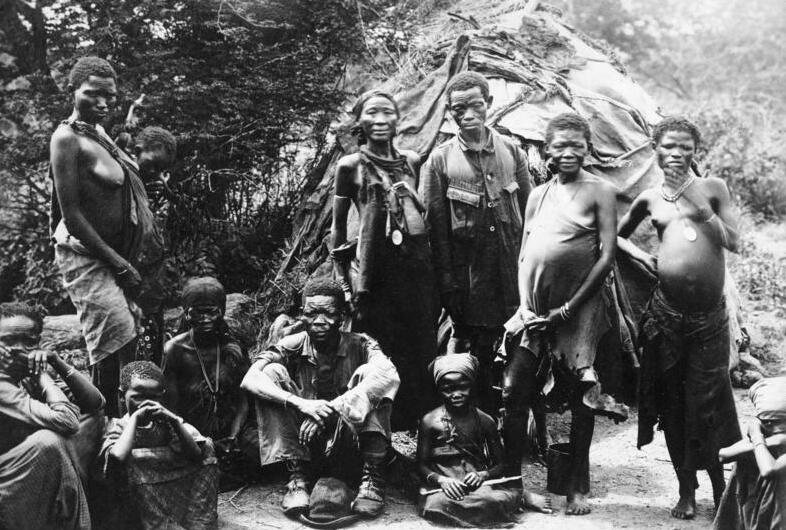
Namák
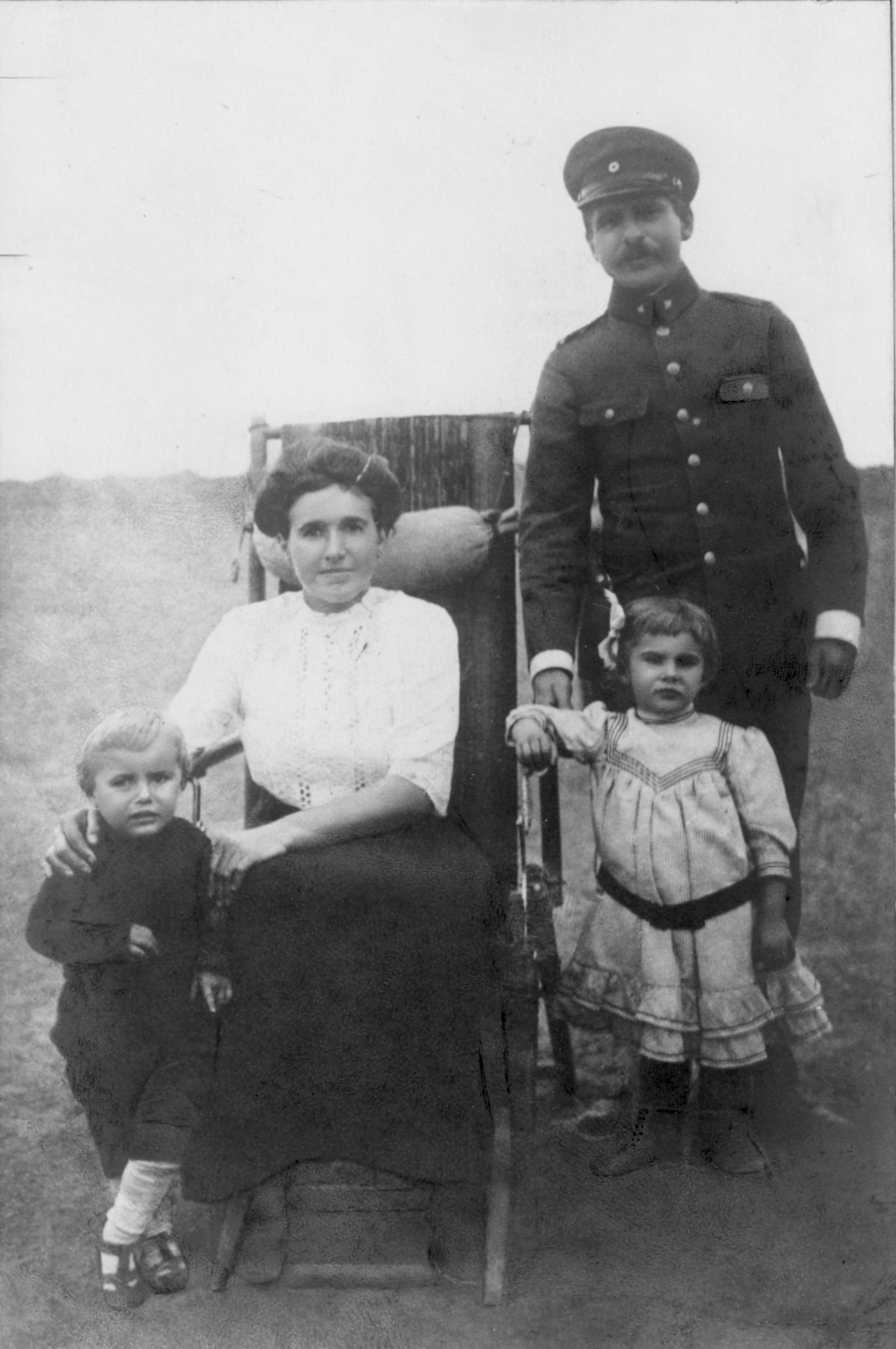
Német család 1913-14-ben
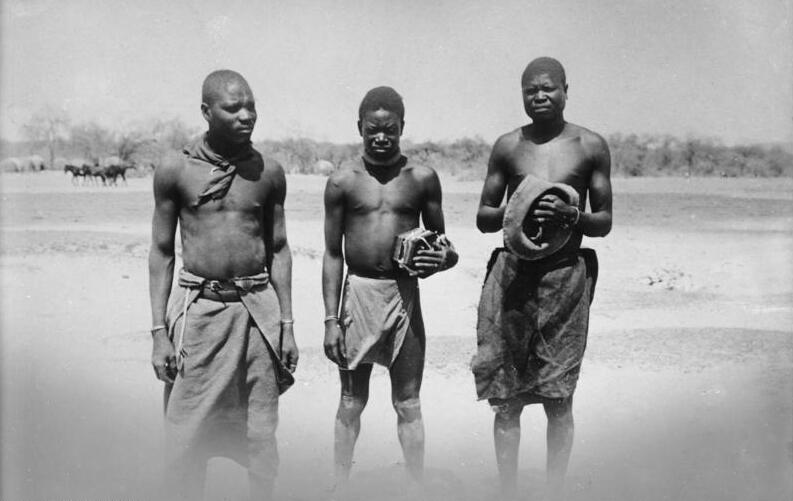
Ovambo férfiak

## Gazdaság
Az import nagy részét az első években az európaiak igényeinek kielégítésére behozott áruk tették ki: ital, dohány, kávé, konzerv élelmiszer, ruházat és ékszerek. Ennek értéke 1897-ben 887.325 márkát tett ki.
Ezzel szemben a kivitel nagy részét marhabőr, szarv, strucctoll, gyanta, cserzőanyag, guanó, irha tette ki 1.246.749 márka értékben. 1902-re a gyarmat importja 8.567.550 márkára, míg az exportja 2.212.973 márkára nőtt. Az import kereskedelmi áruk értéke 1910-11-ben 44-45 millió márka értéket ért el, ezek döntő része (78-82%) a német anyaországból, kisebb része a Dél-afrikai Unióból (15-14%) és egyéb államokból (7-4%) érkezett. Az évek során a mezőgazdaság jelentőségét tekintve a gyarmaton háttérbe szorult, 1913-ban a gyarmat kivitele 70,3 millió márkát tett ki, ennek főrészét, körülbelül 95%-át a gyémánt-és ólomkivitel jelentette, mely értéke 66,8 millió márka volt.
A Cape Cross állomáson 1894-től kezdődően fókára vadásztak és guanót termeltek ki.

### Bányászat

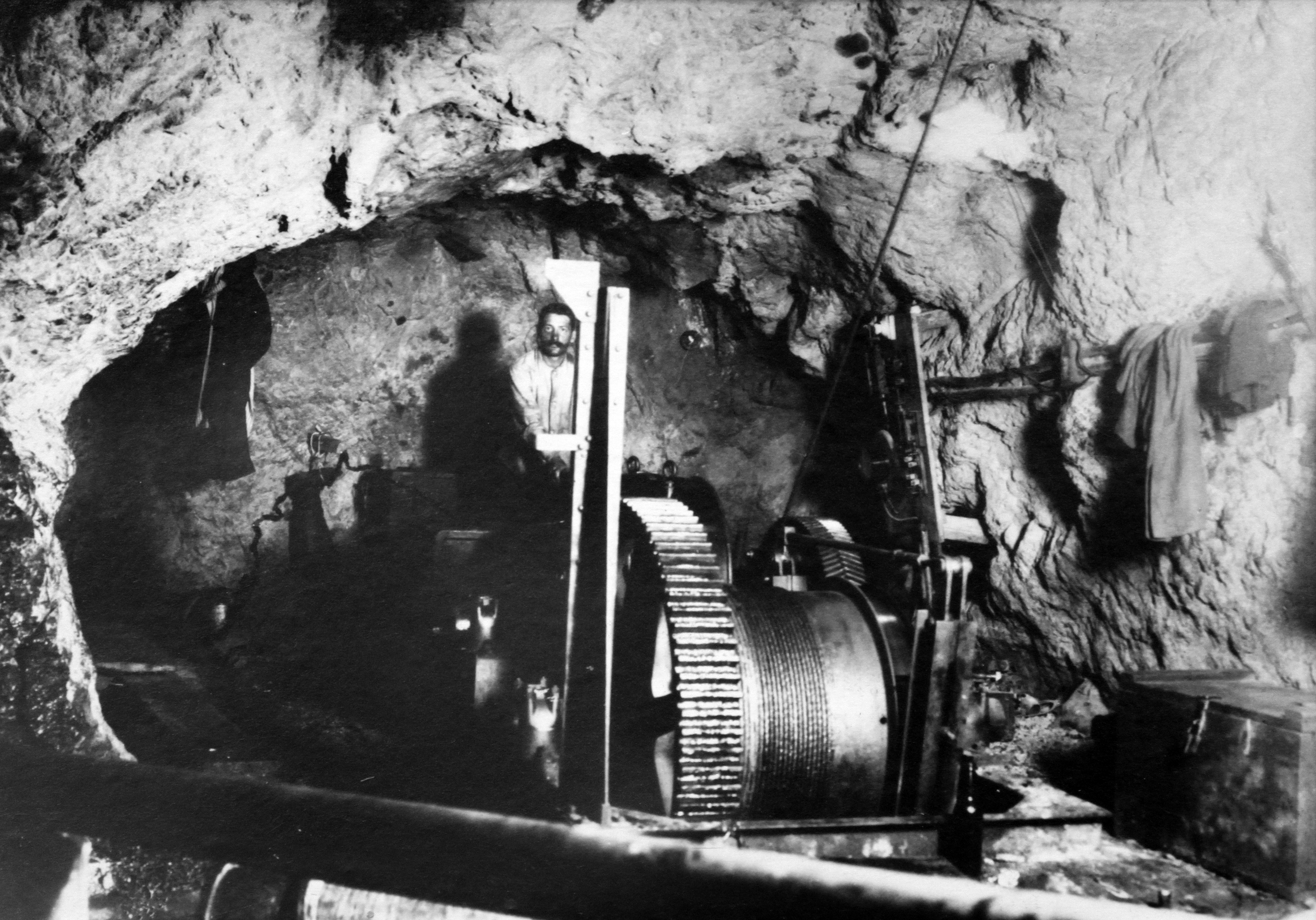
Bányász csörlő mellett a tsumebi bányában

Az Adolf Lüderitz által 1882-ben megvett terület, majd az abból kinövő koronagyarmat értékes réz-, egyéb színes- és nemesfém-lelőhelynek bizonyult. Az első nagyobb rézlelőhelyeket 1886-ban fedezték fel Swakopmundtól 150 km-re délkeletre, a későbbiekben ezen a helyen épültek fel Gorob- és Hope bányák, melyek 1907-től kezdtek termelni rezet, aranyat és ezüstöt. Miután Lüderitz érdekeltségeit a DKGSWA 1885-ben felvásárolta, a területen több nagyobb ingatlanvagyon- és bányászati társaság alakult. Ezek egy része angol eredetű volt (South West Africa Company (SWAC) - 1892; Kharaskhoma-Syndicate - 1892), amelyek Cecil Rhodes nyomdokain kívántak elindulni, a cégek nagyobb része azonban német eredetű volt (Hanseatische Land-, Minen- und Handelsgesellschaft für SWA - 1893; Kaoko Land- und Minengesellschaft - 1895; Otavi-Minen und Eisenbahngesellschaft (OMEG) - 1900; Gibeon Schürf- und Handelsgesellschaft - 1903). Mivel a terület elsősorban rézben volt gazdag, így ennek a kitermelése indult be leghamarabb. A rendszeres szállítások 1907-től indultak be.
Az első hivatalos bányászati megbízást a DKGSWA kapta meg Walvis Baytől keletre, miután olyan hivatalos jelentés született a területről, hogy az aranyban gazdag (később ez csalásnak bizonyult miután csak sót találtak), majd 1887-ben a gyarmati vezetés által elfogadott új törvény értelmében az összes bányászati jog állami tulajdonba került.
Az 1890-es évek végén adják ki az első hivatalos jelentéseket arról, hogy a Kis Spitzkoppe környékén féldrágaköveket, valamint topázt rejt a föld. Nem sokkal ezután a Karibib környékén berill, akvamarin, pegmatit lelőhelyeket is felfedeznek.
Tsumeb mellett 1893-ban gazdag rézlelőhelyet fedeznek fel a Green Hillen, de jelentősek az ólom, cink, ón, ezüst, kobalt, arzén, antimon, kadmium, germánium, gallium, vas, higany, molibdén, nikkel és vanádium készletek is. A kitermelés 1906-ban kezdődött meg, de 1909-ig csak külszíni fejtés folyt. A termelés kezdeti mértékét 15.000 tonnára teszik és az első világháború kitöréséig nagyjából 70.000 tonnányi ércet bányásznak ki. Az első rézkohókat is 1906-ban kezdték építeni, de az üzemeltetésük drága volt, mivel a szenet közvetlenül Németországból importálták.
1900-ban a Hanseatische Land-, Minen- und Handelsgesellschaft für SWA társaság szakértői Rehoboth térségében újabb gazdag rézlelőhelyre bukkantak, amit nemsokára elkezdtek kitermelni több bányában.
A Swakopmundtól 60 km-re keletre lévő Khan Rézbánya építését 1905-ben kezdték meg, a termelés 1906-ban indult be. A kitermelhető nyersanyag mennyiségét 157.000 tonnára becsülték a geológusok.
1904. április 14-én egy vasúti munkás nem messze Lüderitztől megtalálta az első gyémántot. Miután bebizonyosdott a valódisága, a területet azonnal felvásárolták és megerősítették a gombamódra szaporodó kisebb-nagyobb bányatársaságok. Egy évvel később meghozták a Gyémántbányászati Rendeletet is. A területet a német kormányzati szervek hamarosan védett területté (sperrgebiet) nyilvánították, és a kutatási jogokat egyedüliként a Deutsche Diamanten Gesellschaft  társaság birtokolhatta. Hamarosan sorra nyitották meg a bányákat és a gyémánttermelés mértéke 1913-ig 19 134,7 karátot tesz ki 150 millió márka értékben ami a világtermelés 215%-át adta.
1909-ben két további társaság is alakult, a Afrika-Marmor-Kolonialgesellschaft és a Koloniale Marmorsyndikat a nemrég felfedezett márvány lelőhelyek kiaknázására. Karibib mellett 1911-től kezdődött meg a bányászata.
A gyémánton kívül más drágakövek is előfordultak, gyakran a felszíni homokban.

### Mezőgazdaság

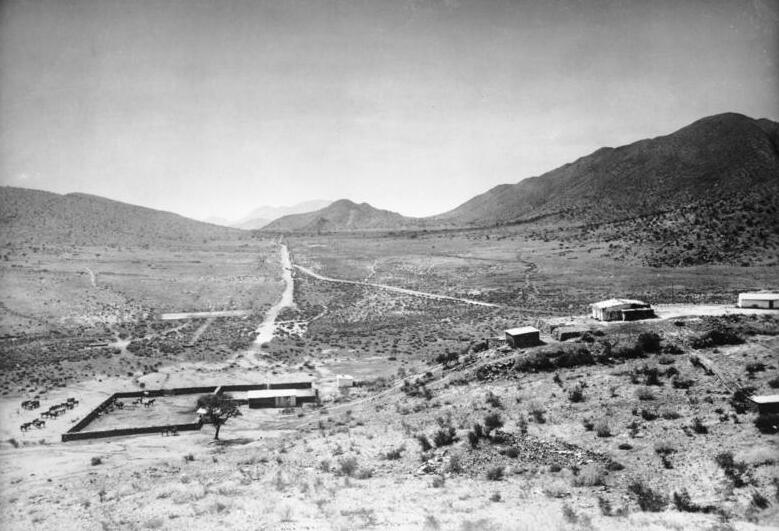
Farm Délnyugat-Afrikában

A gyarmaton folyó mezőgazdaság kiépítésének eleinte rengeteg akadállyal kellett szembenéznie, melyek főleg a rossz környezeti adottságoknak (víz-és munkaerőhiány, a sáskarajok pusztításai stb.) voltak köszönhetőek. Kibibban 1891-ben egy juhok tenyésztésre és gyapjú előállításra berendezkedő mezőgazdasági telepet alapítanak. Nem sokkal ezután Kis Windhoekben elkezdenek zöldség termesztéssel és borászkodással is foglalkozni.
Az 1897. évben bekövetkezett marhavész súlyos gondokkal járt. Az ovaherero törzs marhaállományának körülbelül a fele elpusztult, de a fehér gazdálkodók se jártak jobban. Ezen az állapoton még az sem segített, hogy Németországból küldött vakcinával próbálták megmenteni a jószágokat. Ezután az ovahererók eladták a földjeiket és a maradék állataikat, majd elszegődtek a német birtokokra napszámosnak.
1909-től kezdtek exportra tenyészteni és szállítani az angórakecskéket, míg 1913-tól már struccot is tenyésztenek.
1912-re a farmok száma elérte az 1250-et, 1913-ra 1331 a számuk, ebből 914 van német származású gazda tulajdonában.

### Ipar
Az első helyi sörfőzdét 1900-ban hozták létre Swakopmundban.
Az első konzervgyárat a Sandwich-öbölben alapították 1887-ben.
1907-ben Heusis-ban a Deutsche Farm-Gesellschaft AG megnyitja a húskivonat előállító gyárát.
Swapkmoundban 1907-ben adják át a Damara & Namaqua Handelsgesellschaft erőművet.

## Közlekedés

### Vasúti közlekedés
A gyarmat első vasútvonala a Cape Cross Bánya vasútja volt 1884-ben. Ezt a Damaraland Guano Company Ltd. építette meg. A második vonalat két évre rá adták át Walvis Bay és Plum között.
A gyarmaton a vasútépítés komolyabban 1895-ben kezdődött meg néhány kisebb bányavonal kiépítésével, de a nagy fellendülés csak két év múlva következett be. 1897-ben határozta el a gyarmat vezetősége, hogy megépítik az Állami Vasutat (Deutsche Kolonial Eisenbahn Bau und Betriebs Gesellschaft) Swakopmundból Windhoekbe. Az 1897-es marhavész is a vonal megépítésére ösztönözte a gazdaság szereplőit, emellett a politika is szorgalmazta a vasútvonalak kiépítését, mivel ahogy a gyarmat akkori kormányzója, Theodor Leutwein fogalmazott: „nem a Schutztruppe számának határtalan növelésével, hanem a vasútvonalak építésével” lehet megmutatni a németek erejét a gyarmaton. A 383 km-es vonal 1902 nyarára készült el, az első vonat 1902. június 19-én futott be Windhoekbe.
A második vonal megépítésére a megbízást 1906-ban adták ki. Az Otaviból Tsumebig és Grootfontein felé elágazó vonallal 1908-ra készültek el. A déli vonalhálózat Lüderitzből Ausig 1906-ra, Keetmanshoopig 1908-ra és Karasburgig 1909-re ért el. Az új vonalnak köszönhetően a szállítás költségei lecsökkentek. Lüderitzből Keetmanshoopig 500 kg áru viteldíja 30 márkáról 9 márkára esett. A Windhoek–Mariental–Keetmanshoop-vonal megépítésével sikerült összekötni a két hálózatot 1912-re.

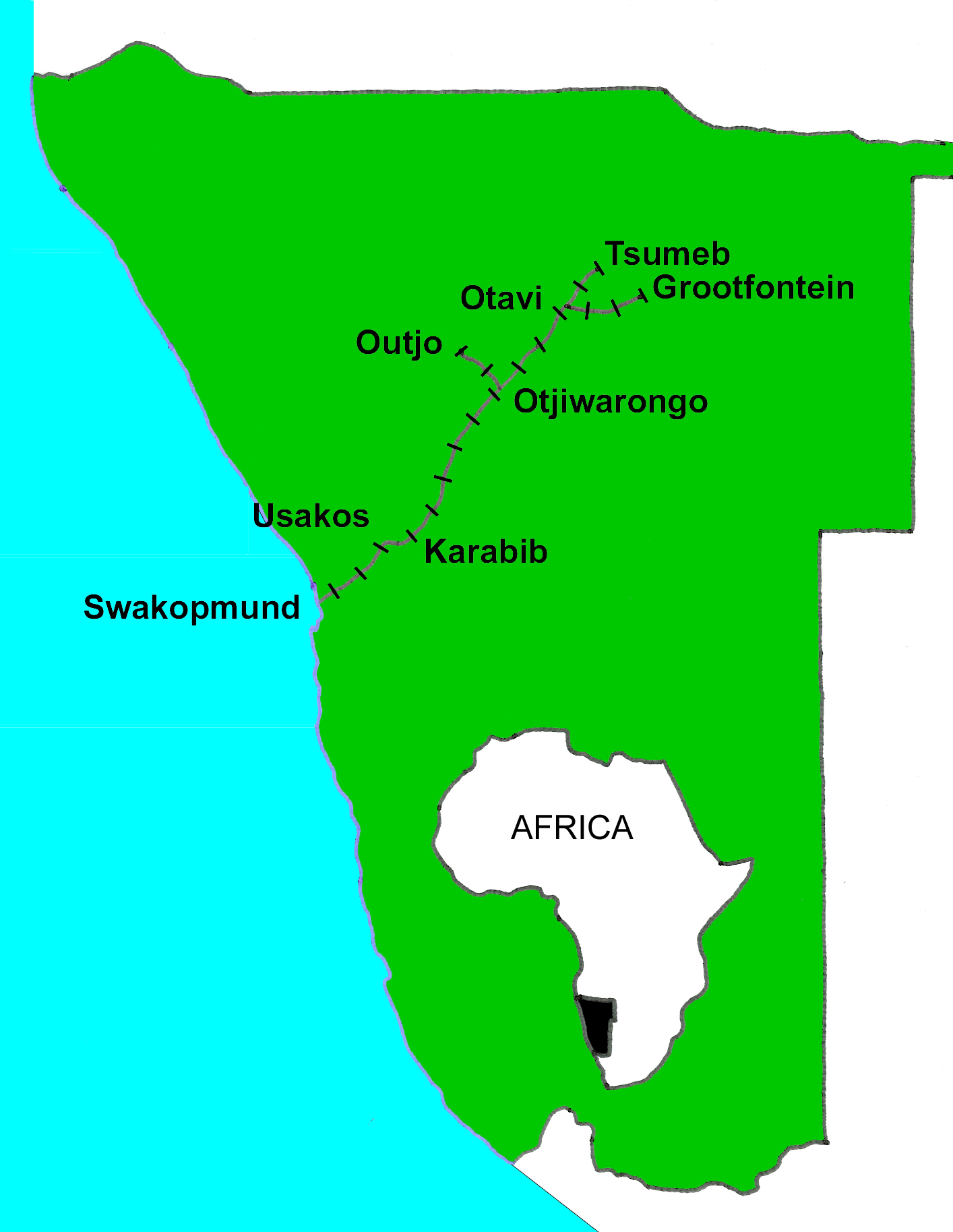
Az OMEG vasúti hálózata 1915-ben

1900-ban Berlinben megalakult az Otavi Bánya- és Vasúttársaság (Otavi Minen- und Eisenbahn-Gesellschaft röviden OMEG), melynek célja az volt, hogy kiépítsenek egy vasútvonalat az Atlanti-óceán partján fekvő Swakopmundtól a gyarmat belsejében fekvő tsumebi bányákig, mely megkönnyítené a bányászott ércek szállítását. A vasútvonal kiépítése 1903-ban kezdődött meg. A 600 mm-es nyomtávolságú vasútvonal első 225 km-es szakaszán 110 darab acél híd található, hogy a vonalat át tudják vezetni a kiszáradt folyómedrekkel sűrűn szabdalt területen. Az építés ideje egybe esett a hereo és namaqua törzsekkel vívott harcokkal és ezért a munkálatok lassan haladtak, mivel kevés volt a munkaérő és a vonalat gyakran igénybe vették katonai műveletek céljából. A fővonal 1906 augusztusára készült el véglegesen, november 12-én került sor a hivatalos megnyitóra. A tsumebig tartó fővonalon kívül egy 91 km-es szárnyvonal is kiépítésre került, mely Otaviból a Grootfontein melletti bányákhoz vezetett, ez 1908-ra készült el, az 576 km hosszú teljes vonal költsége 14 725 000 márkára rúgott.
Ezeken a vonalakon 1913-ra hetenként 4 expresszvonat, 14 vegyesvonat és 29 tehervonat közlekedett. Az expressz és vegyes vonatokon külön kocsiban utaztak a feketék és a fehérek.

### Közúti közlekedés
A "közút" ebben az országban csak egy ökrös szekerekkel vagy öszvérekkel járható csapást, földutat jelentett, amin nehézkes és lassú volt a közlekedés. Ezen a helyzeten 1896-ban történt változás, amikor is Groß Barmen és Otjiseva, Okahandja és Otjosazu és Keetmanshoop és Lüderitz között feljavították az utakat. 1902-re 116 utat tartanak számon 18 826 km hosszan.
Az első gőztraktor 1894-ben érkezik a területre, amivel a tulajdonosa árukat szállít keresztül a Namib-sivatagon, míg az első benzin-üzemű teherautó 1904-ben. Ezek száma azután ötre emelkedik az 1914-es esztendőben.

### Vízi közlekedés
Német Délnyugat-Afrika partjai mentén csak két természetes kikötő található: Lüderitz Bay és Walvis Bay. Mivel Lüderitz Bay messze délen volt található, Walvis Bay pedig az angolok kezén volt, ezért 1892-ben megalapították Swakopmund kikötőjét és katonai állomáshelyét, hogy kikerüljék a brit kolóniát.
Swakopmundnél viszont nem tudtak közvetlenül a parton kikötni a hajók, hanem csak egy mérföldre a nyílt tengeren. Ezután az árut és az utasokat kisebb csónakokba kellett átrakodni és így kijuttatni a szárazföldre. A 375 m hosszú kikötői móló a 35 m hosszú keresztgáttal a végén 1903-ra épült meg kőből. Ezt követően már közvetlenül is ki tudtak kötni a parton a hajók. A rakodást megkönnyítette, hogy kikötői daruk és vasútvonal is volt rajta.
Ugyanakkor az Atlanti-óceán délről északra tartó áramlásai miatt hamar elkezdődött a kikötő homokkal való feltöltődése. Ez 1905-re olyan mértékű lett, hogy az árukat nem lehetett többé kirakodni és a kikötőt végül 1906-ban kénytelenek voltak bezárni. Ezek az események a móló átadását követően nem sokkal már kirajzolódtak, így 1904 novemberében elkezdték egy második móló építését is fából. Egy év múlva már 5 gőzdaru üzemel rajta, ugyanakkor ez az építmény sem bírta sokáig. Az 1905-ös átadástól számítva két év múlva ez is használhatatlan lett. A fafúró kagyló teljesen használhatatlanná tette, így újra a könnyű bárkákat kellett igénybe venni. A harmadik móló építését 1913-ban kezdik el, ami már acélból épül, de az első világháború kitöréséig már nem készül el teljes hosszában.
Annak ellenére, hogy Lüderitz kikötője messze volt a gyarmat központjától, itt is hajtottak végre fejlesztéseket. Például 1904-ben építették meg a 80 m hosszú és 5 m széles hullámtörő gátat. A második hullámtörőt 1905-ben adják át és ugyanebben az évben kezdik el építeni a harmadikat is (167 m hosszú, 8 m széles).
A német Woermann Line hajózási társaság 1891-ben indította be a menetrend szerinti hajójáratokat Németország felé. Ezen az útvonalon minden hónap 25-én indult hajó, míg Walvis Bay és Fokváros között a Leutwein partmenti gőzös öthetente közlekedett. Az utolsó gőzösök a gyarmaton 1914. augusztus 7-én kötnek ki Swakmoundban. Ezek a postát hozták Dél-Afrikából és azután továbbhajóztak Dél-Amerika felé.

## Kultúra
Az első, a gyarmaton nyomtatott újság 1898. október 12-én jelent meg Windhoeker Anzeiger címmel de három év után megszűnt. A következő lapok, amik kiadásra kerültek, a Nachrichten des Bezirksvereins Windhuk volt 1903-ban és a sokkal sikeresebb Windhuker Nachrichten volt 1904-ben. 1911-ben egy másik német nyelvű újság, a  Swakopmunder Zeitung, ez egy évvel később egybeolvadt a Deutsch-Südwest-Afrikanische Zeitunggal. Szintén 1911-ben jelent meg a gyarmat első angol kiadású újságja, a  The Windhoek Advertiser is.

### Oktatás
Az első gyarmati iskolát -"Csak fehéreknek"- 1894-ben alapították Windhoekben. Az ezt követő évben minden nagyobb településen beindul az oktatás a bentlakásos intézményekben. 1909-ben aztán megalapítják a Német Reáliskolát is. 1914-re már 14 alapfokú oktatási intézmény van a gyarmaton (ezekben csak a fehérek gyerekei tanulhattak), emellett egy-egy középiskola működött Swakopmundban és Windhoekben, továbbá utóbbiban egy magán római katolikus leányiskola is létesült.

### Egyházak
A különféle hittérítő társaságok aktívan vettek részt a területen a keresztény tanok terjesztésében, ezek közül a legnagyobb az ún. Rajnai Hittérítő Társaság (Rheinische Missionsgesellschaft) volt, mely az első világháború kitörésére 15 missziós állomással, 32 filiáléval és 48 missziós iskolával rendelkezett. A tagjainak száma 7 508 fő volt és 1 985-en tanultak az iskolákban. A legtöbb egyházközségi tag a Nama törzsből került ki.
A Harmadrendi Szalézi Szent Ferenc kongregációnak Heirachabisban volt egy missziója. Itt két atya, négy nővér tevékenykedett, míg 200 fehér és 500 Nama hívő volt tagja ennek a közösségnek.
A harmadik jelentős missziós egyesület a Finn Hittérítő Társaság volt. Nekik is szerte az országban voltak központjaik, iskoláik, valamint egy nyomdát is üzemeltettek.

### Internet
- (angol) Namíbia kronológiája
- (angol) Namíbia zászlói
- (angol) The New Student's Reference Work/German Southwest Africa
- (angol) Az egykor helyszínek mai fényképeken
- (német) Német Délnyugat-Afrika kronologikus történelme
- (német) Német Délnyugat-Afrika története Archiválva 2009. március 27-i dátummal a Wayback Machine-ben